# Elevação de petróleo
Elevação é um termo utilizado na indústria de petróleo e gás para designar o processo através do qual os líquidos produzidos por um reservatório (óleo e água) são transportados verticalmente do fundo do poço até a cabeça do poço, na superfície, vencendo a força da gravidade. O gás associado, também produzido, auxilia este processo.
Para que a elevação ocorra naturalmente é necessário que a pressão do reservatório seja suficiente para vencer o peso da coluna de fluidos, fazendo o poço fluir. Neste caso, ocorre o que se chama elevação natural, e diz-se que o poço é surgente.
Quando a pressão do reservatório não é suficiente para vencer o peso da coluna no poço, para que o mesmo produza é necessário a adição de energia externa, neste caso o processo é conhecido como elevação artificial. Mesmo em poços surgentes, na maioria dos casos faz-se uso da elevação artificial, de forma a suplementar a energia do reservatório, aumentando a vazão de produção. A elevação artificial pode ser efetuada por meio de métodos bombeados (pela instalação de bombas especiais dentro do poço) ou por métodos pneumáticos (nos quais a injeção de gás natural na coluna de produção diminui a densidade dos fluidos ali contidos, reduzindo necessidade de energia necessária à elevação, permitindo que a pressão do reservatório promova o fluxo).
Nos últimos anos, com o advento de poços horizontais e de sistemas de produção submarina de completação molhada, o conceito de elevação vem sendo revisto pela Engenharia do Petróleo, sendo cada vez mais associado com o de Escoamento. Em muitas companhias de petróleo, a área disciplinar de Elevação e Escoamento hoje substituiu a área de Elevação.  Isso porque o conceito de tradicional de Elevação (escoamento na vertical, dentro do poço) perde seu sentido, uma vez que pode ocorrer escoamento horizontal em poço horizontal, e escoamento vertical fora do poço, em risers de produção de sistemas de completação molhada. 